# Condado de Minburn n.º 27
El condado de Minburn n.º 27 es un distrito municipal canadiense situado en la provincia de Alberta.

## Superficie
Minburn n.º 27 tiene una superficie de 2850,37 km².

## Demografía
En 2021, tenía 3014 habitantes, una densidad poblacional de 1,1 hab./km², y 1337 viviendas.